# Jutta Heine
Judith »Jutta« Heine, nemška atletinja, * 16. september 1940, Stadthagen, Nemčija.
Nastopila je na poletnih olimpijskih igrah v letih 1960 in 1964, leta 1960 je osvojila srebrni medalji v teku na 200 m in štafeti 4x100 m, v tej disciplini je leta 1964 dosegla peto mesto. Na evropskih prvenstvih je leta 1962 osvojila naslov prvakinje v teku na 200 m ter srebrni medalji v teku na 100 m in štafeti 4×100 m.